# 冯玉忠
冯玉忠（1933年6月1日—2021年11月25日），北京人，男，经济学家，社会学家。博士生导师，中华人民共和国全国人大代表。日本关西大学名誉博士。1983年7月至1995年9月任辽宁大学校长。第七、八、九届全国人大代表。

## 荣誉

### 外国勋章奖章
- 修交勋章崇礼章（韩国，2015年12月31日批准[4]，2016年1月29日于韩国驻沈阳总领事馆颁发[5]）